# Resolução 303 do Conselho de Segurança das Nações Unidas
Resolução 303 do Conselho de Segurança das Nações Unidas, aprovada em 6 de Dezembro de 1971, após a falta de unanimidade nas 1606.ª e 1607.ª reuniões do Conselho de Segurança o ter impedido de exercer a sua responsabilidade primária, o Conselho decidiu submeter a questão à Assembleia Geral.
As reuniões no Conselho foram convocadas após uma deterioração nas relações entre a Índia e o Paquistão devido a uma série de incidentes, incluindo Jamu e Caxemira, e os conflitos adicionais no Paquistão Oriental. Além disso, o Grupo de Observadores Militares das Nações Unidas para Índia e Paquistão relatou violações em ambos os lados do Acordo de Carachi de 1949.
A resolução foi aprovada por 11 votos, enquanto a França, República Popular da Polônia, União Soviética e o Reino Unido se abstiveram.